# Samwise Didier

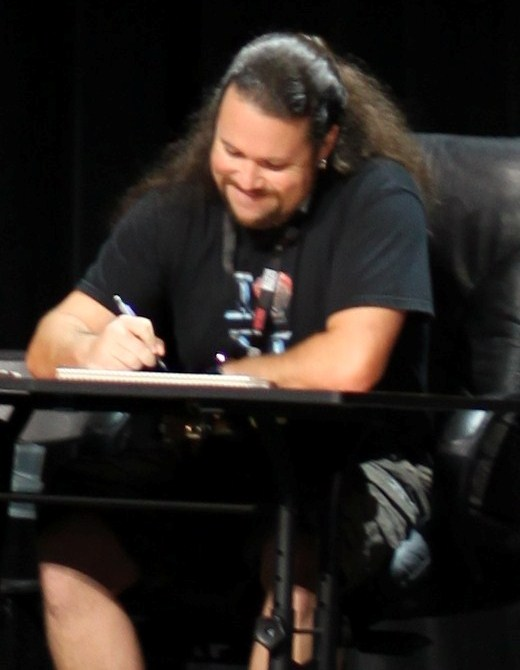
Samwise Didier na BlizzCon 2010

Samwise Didier, Sam Didier (ur. 1971 w Tustin) – amerykański artysta, pracujący dla Blizzard Entertainment na stanowisku dyrektora artystycznego w latach 1991–2023.

## Życiorys
Sam Didier rozpoczął pracę w Blizzard Entertainment w 1991 roku i znajduje się wśród pracowników-weteranów firmy. Jest również konsekwentnym artystą od wielu lat, a jego unikatowy styl znacznie wpływa na wygląd wszystkich marek Blizzarda. Jego styl bardzo różni się od standardowego, gdyż jest nierozerwalnie związany z zamierzonym zakłóceniem proporcji, co daje czasami komiczny efekt. Sam opisuje swój styl jako „nieproporcjonalni, jaskrawo pomalowani, twardzi kolesie z bronią i potwory”. Jako swoich „nauczycieli” wymienia Franka Frazetta i Larry’ego Elmore’a.
Jest on odpowiedzialny za tworzenie większości artworków do gier z serii Warcraft, StarCraft oraz Diablo. Pełni również funkcję starszego dyrektora artystycznego StarCraft II.
Didier jest odpowiedzialny głównie za stworzenie Pandaren, rasy uznanej przez fanów – i wykorzystanej przez Blizzard – jako „rasa żart”, która mimo wszystko znalazła swoje miejsce w historii Warcrafta. Ponadto wizerunki pandy pojawiły się w znacznej ilości prac Didiera, m.in. można je dostrzec w grze Warcraft III: Reign of Chaos jako godło Nocnych Elfów na ostrzach bojowych Łowców Demonów lub obrazek na książce Paladyna. Również w StarCraft II jest możliwość zdobycia i używania portretu „Panda Marine” w grze wieloosobowej. Natomiast jeden z administratorów serwisu WoW Insider, Mike Schramm stwierdził, że Samwise „zasadniczo, jest ikoną WoWa w każdym sensie tego słowa”.
Samwise Didier jest także wielkim fanem muzyki heavy metal, zwłaszcza grupy Manowar. Ponadto jest odpowiedzialny za stworzenie większości okładek płyt szwedzkiego zespołu heavymetalowego HammerFall i jego lidera, Joacima Cansa, który jest przyjacielem Sama.

## Lista gier, przy których pracował[3]
- The Lost Vikings (1992)
- Rock 'n Roll Racing (1993)
- Warcraft: Orcs & Humans (1994)
- The Death and Return of Superman (1994)
- Blackthorne (1994)
- Warcraft II: Tides of Darkness (1995)
- Justice League Task Force (1995)
- Warcraft II: Beyond the Dark Portal (1996)
- Diablo (1996)
- Norse By Norse West: The Return of the Lost Vikings (1997)
- StarCraft: Brood War (1998)
- StarCraft (1998)
- Warcraft II: Battle.net Edition (2000)
- StarCraft 64 (2000)
- Diablo II (Edycja Kolekcjonerska) (2000)
- Diablo II (2000)
- Diablo II: Lord of Destruction (2001)
- StarCraft: Ghost (2002)
- Warcraft III: Reign of Chaos (Edycja Kolekcjonerska) (2002)
- Warcraft III: Reign of Chaos (2002)
- Warcraft III: The Frozen Throne (2003)
- World of Warcraft (2004)
- World of Warcraft: The Burning Crusade (2007)
- World of Warcraft: Wrath of the Lich King (2008)
- World of Warcraft: Cataclysm (2010)
- StarCraft II: Wings of Liberty (2010)
- Diablo III (2012)
- World of Warcraft: Mists of Pandaria (2012)
- StarCraft II: Heart of the Swarm (2013)
- World of Warcraft: Warlords of Draenor (2014)

## Okładki
Poniżej znajduje się lista okładek, które stworzył Sam Didier dla zespołu heavymetalowego HammerFall:
- 2002 – Hearts on Fire (EP)
- 2002 – Crimson Thunder
- 2003 – One Crimson Night (Live album & DVD)
- 2005 – Blood Bound (EP)
- 2005 – Chapter V: Unbent, Unbowed, Unbroken
- 2006 – Natural High (EP)
- 2006 – Threshold
- 2009 – No Sacrifice, No Victory
- 2011 – Send Me A Sign (Singel)

Sam zrobił również okładkę dla solowego albumu Joacima Cansa (solisty HammerFall) o nazwie Beyond the Gates (2004).

## Artbooki
- 2002 – The Art of Warcraft
- 2005 – The Art of World of Warcraft
- 2006 – The Art of World of Warcraft: The Burning Crusade
- 2007 – World Of Warcraft: The Art Of The Trading Card Game Tom 1
- 2008 – The Art of World of Warcraft Wrath of the Lich King
- 2009 – The Cinematic Art of World of Warcraft: The Wrath of the Lich King
- 2010 – The Art of StarCraft II: Wings of Liberty
- 2012 – The Art of World of Warcraft: Mists of Pandaria
- 2013 – The Art of Blizzard Entertainment